# Leander Siemann
Leander Siemann (* 25. Oktober 1995 in Berlin) ist ein deutscher Fußballspieler.

## Karriere
Der Innenverteidiger Leander Siemann begann seine Karriere beim BFC Preussen und wechselte im Jahre 2008 in die Jugendabteilung von Hertha BSC. Im Alter von 16 Jahren wechselte Siemann zum FC Arsenal nach London, wo er in der Saison 2013/14 sowohl in der UEFA Youth League als auch in der Reservemannschaft spielte. Daraufhin wechselte Siemann nach Portugal und spielte in der Saison 2014/15 viermal für die Reservemannschaft des FC Porto in der zweitklassigen Segunda Liga. Es folgte die Saison 2015/16, in dem Siemann ohne Verein war.
Er kehrte daraufhin nach Deutschland zurück und spielte von 2016 bis 2018 für die zweite Mannschaft des 1. FC Köln in der viertklassigen Regionalliga West. Im Sommer 2018 ging Siemann in seiner Heimatstadt zurück und schloss sich dem Berliner AK 07 aus der Regionalliga Nordost an, wo er mit einer kurzen Unterbrechung im Sommer 2019 zwei Jahre lang spielte. Nachdem sein Vertrag ausgelaufen war, wechselte Siemann im September 2020 zum Drittligaaufsteiger SC Verl. Dort kam er in der folgenden Saison jedoch nur zu einem Kurzeinsatz, woraufhin sein im Sommer 2021 auslaufender Vertrag nicht verlängert wurde.